# برلینر جویر پی-۱۶
برلینر جویر پی-۱۶ (به انگلیسی: Berliner-Joyce_P-16) یک هواگرد ملخ‌پیشین تک‌موتوره از نوع جنگنده دو سرنشینه ساخت شرکت Berliner-Joyce Aircraft Corporation است. هواگرد برلینر جویر پی-۱۶ نخستین پروازش را در ۱ سپتامبر ۱۹۳۰ میلادی انجام داد. این هواگرد در سال ۱۹۳۲ میلادی رسماً معرفی گردید. در مجموع، تعداد ۲۶ فروند از این هواگرد ساخته شده‌است.